# Filmgenre
En filmgenre är en typ av filmer som har vissa drag gemensamma i handling och upplägg. Alla filmer grupperas inte inom en filmgenre; för en typisk västernfilm finns vissa förväntningar som är knutna till den genren, medan ett drama inte har några sådana (eller i varje fall inte tydliga) genrebegränsningar.
Olika länder har även lokala genrer. Således finns Heimatfilm (Tyskland), Devotionals och Mythologicals (Hindifilmen i Indien, om helgon och religiösa figurer, respektive myter från legender och litteratur), Cabaretera (mexikanska melodramer om prostituerade) och Ha-ha mono (japanska filmer om självuppoffrande kvinnor).
Filmgenrer kan vara smalt eller brett definierade. Exempelvis innehåller skräckfilm en mängd undergenrer, och det finns många olika sorters komedier. Det går också att avgränsa genrer baserat på effekten hos åskådaren; genrer som ger direkta fysiska åskådarreaktioner kan samordnas under begreppet kroppsgenrer.

## Filmgenrer i urval
- Actionfilm
- Agentfilm

- Deckare/Mysteriefilm
- Dokumentärfilm
- Dramafilm

- Fantasyfilm
- Feelgood (genre)
- Film noir

- Gangsterfilm/Kriminalfilm

triadfilm
Yakuza Eiga
maffiafilm
- Katastroffilm

- Komedi

fars
mo lei tau
pilsnerfilm
parodi
romantisk komedi
satir
screwballkomedi
slapstick
sofistikerad komedi
svart komedi
- Krigsfilm

beredskapsfilm
- Martial art

kung fu-film
jiang shi-film
- Musikalfilm

- Polisfilm
- Pornografisk film

- Science fiction-film

- Skräckfilm

gotisk skräck
kannibalfilm
rape-revenge
rysare
monsterfilm
zombiefilm
vampyrfilm
varulvsfilm
slasher
sleazefilm
splatter
terrorfilm
- Thrillerfilm

erotisk thriller
giallo
psykologisk thriller
- Västernfilm

spaghetti-western
- Äventyrsfilm